# Basil Pao
Basil Pao är en fotograf från Hongkong. Har tagit fotografierna till merparten av Michael Palins reseböcker.
Arbetade flera år i USA som art director innan han blev anlitad att designa boken till Monty Python-filmen Ett herrans liv. I samband med detta mötte han Michael Palin, vars resor han sedan har dokumenterat med sin kamera.